# Alfred von Rodt
Alfred von Rodt (10 septembre 1843 à Berne - 4 juillet 1905 à San Juan Bautista), dit « le Robinson suisse » était un entrepreneur suisse, premier gouverneur de l'archipel Juan Fernández au Chili.
Fils de pasteur évangélique, il s'engage en 1865 dans l'armée impériale austro-hongroise. Blessé à la jambe durant la bataille de Nachod en 1866, il est réformé et quitte le service en 1870. Il parcourt l'Amérique du Sud et, le 7 mai 1877, quitte Valparaiso pour l'archipel Juan Fernandez, où il prend le poste de subdelegado avec pour mission d'exploiter les ressources de la région. Il s'y essaie à diverses entreprises commerciales, mais celles-ci sont systématiquement contrecarrées par les éléments, voire la guerre du Pacifique qui opposera le Chili au Pérou et à la Bolivie. Il est régulièrement renfloué par sa famille restée en Suisse.
Atteint de démence précoce, il meurt le 4 ou le 5 juillet 1905,.